# Dow Ber Menasze Abramowicz
Dow Ber Menasze Abramowicz, lit. Dovas Beras Menašė Abramavičius (ur. 7 marca 1869 w Telszach, zm. w 1942 w getcie szawelskim) – litewski rabin, adwokat i działacz społeczny, poseł na Sejm Republiki Litewskiej (1925–1926). 

## Życiorys
Po ukończeniu szkoły powszechnej w Telszach kształcił się zaocznie w żydowskim gimnazjum męskim w Kownie. Od 1904 do 1915 pełnił posługę rabinacką w Rosieniach. Był słuchaczem Instytutu Prawa w Moskwie. W 1918 zdał eksternistycznie egzamin na prawnika w Uniwersytecie św. Włodzimierza, po czym pracował jako asystent adwokata w Kijowie. Po powrocie na Litwę współpracował jako prawnik z Klubem Żydowskim w Sejmie. Pracował również jako adwokat w Szawlach. W 1925 wszedł w skład Sejmu II kadencji jako przedstawiciel okręgu Poniewież z listy bloku mniejszości narodowych. 